# Pisaura bicornis
Pisaura bicornis là một loài nhện trong họ Pisauridae.
Loài này thuộc chi Pisaura. Pisaura bicornis được miêu tả năm 1992 bởi Zhang & Da-xiang Song.